# Raión de Stry
Raión de Stry (en ucraniano: Стрийський район) es un raión o distrito de Ucrania en la óblast de Leópolis. Se ubica en el sur de la óblast. La capital es la ciudad de Stry.
Comprende una superficie de 3854 km². Los límites del raión fueron definidos en 2020 mediante la fusión del hasta entonces raión de Stri con los hasta entonces vecinos raiones de Zhydáchiv, Mykoláyiv y Skole y tres ciudades que hasta entonces no formaban parte de ningún raión al estar constituidas como ciudades de importancia regional: Stri, Morshyn y Noví Rozdil.

## Demografía
Según estimación de 2010, contaba con una población total de 67 700 habitantes en sus límites antiguos.

## Subdivisiones
Desde la reforma territorial de 2020 comprende catorce municipios:
- 7 ciudades: Stri (la capital), Zhydáchiv, Mykoláyiv, Morshyn, Noví Rozdil, Skole y Jódoriv.
- 3 asentamientos de tipo urbano: Hnizdýchiv, Zuravno y Slavsko.
- 4 municipios rurales: Hrabovets-Duliby, Koziová, Rozvádiv y Trostianets.

## Otros datos
El código KOATUU fue 4625300000. El código postal 82400 y el prefijo telefónico +380 3245.